# Magyarországi Munkáspárt 2006 - Európai Baloldal
A Magyarországi Munkáspárt 2006 - Európai Baloldal (röviden: Európai Baloldal) magyarországi marxista, kommunista párt. 2006-ban jött létre, a Munkáspártból a XXI. Kongresszus idején kivált tagok alapították.

## Párttörténet
2005-ben rendezte a Munkáspárt a 21. Kongresszusát, melyet a párton belüli ellenzék nem ismert el érvényesnek. Ezt megelőzően a Munkáspárt Központi Bizottsága kizárta a pártból Fratanolo János elnökségi tagot és Vajnai Attila alelnököt. A kizárást az érintettek és a párt etikai bizottsága törvénytelennek minősítette, de a párt elnöksége a szervezeti szabályzatot megsértve nem korrigálta a jogtalan döntést. A sorozatos nézetkülönbségek odáig vezettek, hogy a párttagság egy része kivált és önálló kongresszust szerveztek Vajnai Attila vezetésével, melynek során új pártot alapítottak Magyarországi Munkáspárt 2006 néven. A párt indult a 2006-os választásokon, ahol azonban még nem ért el számottevő eredményt. A 2006-os önkormányzati választásokon már eredményesebben szerepelt az újjászervezett párt. Egercsehiben a párt jelöltje, Tóth Andrásné nyerte el a polgármesteri tisztet. Bátonyterenyén Sóós Károly, Hódmezővásárhelyen Havránek Ferenc bejutott a városi önkormányzatba.
A párthoz köthető a vörös csillag legalizálása Magyarországon a strasbourgi bíróságon lefolytatott próbaperrel.
A Magyarországi Munkáspárt 2006 deklarálta az Európai Baloldali Párthoz való csatlakozási szándékát, melynek nyomán a párt hivatalosan is részt vesz az Európai Baloldali Párt rendezvényein.
2009-ben indult a Támpont mellett a párt internetes újságja, A MI IDŐNK, amely először pdf formátumban jelent meg, majd 2014-től hírportállá és a párt hivatalos weboldalává alakult.
2013. május elsején a Munkáspárt 2006 Pécsett nyilvánosan Vörös Csillagos zászlókkal, pólókkal demonstrált, ám azt az új törvénynek megfelelően használta, azaz nem zavarta a köznyugalmat. A felvonulást egy neonáci csoport zavarta meg, akik lökdösődni kezdtek és kitépték Benyik Mátyás, az Attac Magyarország elnökének kezéből szervezetének zászlaját. A rendőrség a helyszínen elkapta a tetteseket.
A párt 2009-ben fordult Bajnai Gordon miniszterelnökhöz a Junge Welt lap által feltárt bőnyi, neonáci kiképzőtábor ügyében, ám lépések ez ügyben nem történtek. 
Hogy megkülönböztesse magát a Thürmer-féle Munkáspárttól, a párt 2013. évi kongresszusán névkiegészítésként felvette az Európai Baloldal nevet, ami egyben a párt rövidítése is. 
Az Európai Baloldal többször tett bejelentéseket Adolf Hitler emléktúrák, valamint egyéb neonáci koncertek és rendezvények ellen, több esetben a hatóságok vagy rendezvényszervezők sikerrel akadályoztál meg ezeket.
2015-től rendszeresen megrendezik a Baloldali Sziget Fesztivált, 2016-ban és 2017-ben Horányban, ahol korábban a Horthy-rezsim ellen szervezkedett az akkoriban illegális baloldal.
A párt tagjai 2012 márciusában csatlakoztak Nyári Zsolt, a Zöld Baloldal szóvivőjének éhségsztrájkjához, aki a lakcím nélküli állampolgárok egészségügyi ellátása (és egyéb juttatásokból való kiesése miatt) miatt tiltakozott és az ombudsmanhoz fordult. Az éhségsztrájk sikerrel zárult, hiszen az ombudsmani jelentés feltárta a jogszerűtlenséget, ám az ügyben nem történt előrelépés, az Európai Baloldal ezért 2017 augusztusában ismét az ombudsmanhoz fordult.
2017-ben alakult meg a Táncsics alapszervezet, ami a párt ifjúsági szervezetének szerepét töltötte be a FiBU és a MIKSZ után. Több sikeres közös akció után, 2019 áprilisában az alapszervezet tagjai konfliktusba kerültek a párt vezetésével. Mivel a tagok döntő többsége kilépett, 2019. április 29-én megszűnt a Táncsics alapszervezet és a kilépett tagok a Balpártban folytatták tovább politikai tevékenységüket.
2018-ban a Baloldali Jövő Fórum tagjai megalakították a párt XV. kerületi alapszervezetét. 
Csepeli László Pécs városi elnök egy 40 milliós lakásszövetkezeti hiány miatt indított harcot az ellen, hogy ezt az összeget ne terheljék a társasházi lakókra. Az ügyben a legfőbb ügyész és a miniszterelnök – jogellenesen – nem válaszolt a nekik írt hivatalos levelekre. 

### Zöld Baloldal Párt
A párt 2009. február 28-án jött létre azzal, hogy a Droppa György vezette Zöld Demokraták kongresszusán nevet változtattak Zöld Baloldalra. Az új szerveződés mögé állt az Alföldi Andrea feminista történész vezette Európai Feminista Kezdeményezés Egy Másmilyen Európáért, a Magyarországi Munkáspárt 2006 is. A párt a 2010-es országgyűlési választásokon is a Zöld Baloldal színeiben indult, ahol azonban mindössze 2 egyéni jelöltet sikerült állítania.
2011 nyarán Rácz Károly (Terry Black) vezetésével megalakult a Zöld Baloldal Etnikai és Vallási Kisebbségek Tagozata. Roma, LMBT tagozat: Rási Zoltán (Amanda Elstak), Állatvédelmi Tagozat: Némethné Halmai Nikolett, Nemzetközi Kapcsolatok Tagozata: Beke Győző, Hátrányos Helyzetűek és Szociálisan Rászorulók Tagozata: Kertész Lilla

## Választási eredmények

### Országgyűlési választások
| Választások | Szavazatok száma (I. forduló) | Szavazatok aránya (I. forduló) | Szavazatok száma (II. forduló) | Szavazatok aránya (II. forduló) | Mandátumok száma | Mandátumok aránya |
| ----------- | ----------------------------- | ------------------------------ | ------------------------------ | ------------------------------- | ---------------- | ----------------- |
| 2006-os     | 556                           | 0,026%                         | —                              | —                               | —                | nem jutott be     |
| 2010-es1    | 1 425                         | 0,03%                          | —                              | —                               | —                | nem jutott be     |

1: a Zöld Baloldal Párttal közösen Zöld Baloldal néven

### Önkormányzati választások
Egercsehin Tóth Andrásné nyert, csakúgy, mint 2006-ban.